# 5651 Traversa
5651 Traversa eller 1991 CA2 är en asteroid i huvudbältet som upptäcktes den 14 februari 1991 av den belgiske astronomen Eric W. Elst vid Haute-Provence-observatoriet. Den är uppkallad efter Gilles Traversa.
Asteroiden har en diameter på ungefär 26 kilometer. Den tillhör och har givit namn åt asteroidgruppen Traversa.